# Маттун (Іллінойс)
Маттун (англ. Mattoon) — місто (англ. city) в США, в окрузі Коулс штату Іллінойс. Населення — 16 870 осіб (2020).

## Географія
Маттун розташований за координатами 39°28′40″ пн. ш. 88°21′44″ зх. д. / 39.47778° пн. ш. 88.36222° зх. д. (39.477833, -88.362225).  За даними Бюро перепису населення США в 2010 році місто мало площу 26,79 км², з яких 26,78 км² — суходіл та 0,01 км² — водойми.

## Демографія
Згідно з переписом 2010 року, у місті мешкало 18 555 осіб у 8161 домогосподарстві у складі 4598 родин. Густота населення становила 693 особи/км².  Було 8941 помешкання (334/км²).
Расовий склад населення:
| - 94,5 % — білих - 2,4 % — чорних або афроамериканців - 0,7 % — азіатів - 0,2 % — корінних американців |

До двох чи більше рас належало 1,7 %. Частка іспаномовних становила 1,8 % від усіх жителів.
За віковим діапазоном населення розподілялося таким чином: 22,3 % — особи молодші 18 років, 60,2 % — особи у віці 18—64 років, 17,5 % — особи у віці 65 років та старші. Медіана віку мешканця становила 38,5 року. На 100 осіб жіночої статі у місті припадало 91,7 чоловіків;  на 100 жінок у віці від 18 років та старших — 87,9 чоловіків також старших 18 років.
Середній дохід на одне домашнє господарство  становив 48 711 долар США (медіана — 37 607), а середній дохід на одну сім'ю — 58 733 долари (медіана — 47 974). Медіана доходів становила 37 195 доларів для чоловіків та 31 667 доларів для жінок. За межею бідності перебувало 21,0 % осіб, у тому числі 31,9 % дітей у віці до 18 років та 7,1 % осіб у віці 65 років та старших.
Цивільне працевлаштоване населення становило 7736 осіб. Основні галузі зайнятості: освіта, охорона здоров'я та соціальна допомога — 22,3 %, виробництво — 21,3 %, роздрібна торгівля — 14,0 %, мистецтво, розваги та відпочинок — 9,9 %.